# Картер (округ, Миссури)
Округ Картер (англ. Carter County) — округ штата Миссури, США. Население округа на 2009 год составляло 5870 человек. Административный центр округа — город Ван-Бьюрен.

## История
Округ Картер основан в 1859 году.

## География
Округ занимает площадь 1315,7 км². 27,83 % площади округа занимает единственный национальный лес Миссури — «Марк-Твен».

## Демография
Согласно оценке Бюро переписи населения США, в округе Картер в 2009 году проживало 5870 человек. Плотность населения составляла 4.5 человек на квадратный километр.